# Hans Verheijen (politicus)
Joannes Theodorus Clemens Maria (Hans) Verheijen (Weurt, 15 mei 1966) is een Nederlands ambtenaar en bestuurder. Hij is lid van het CDA. Sinds 16 maart 2020 is hij burgemeester van Sittard-Geleen.

## Biografie

#### Opleiding
Na het vwo in 1986 te hebben afgerond aan de Rijksscholengemeenschap in Coevorden ging hij Nederlands recht studeren aan de Rijksuniversiteit Groningen, waar hij in 1995 zijn doctoraal behaalde  in Publiekrecht (Staats- en bestuursrecht).

#### Ambtelijke carrière
Vanaf 1992 was Verheijen persoonlijk medewerker van Ram Ramlal en Yvonne van Rooy bij de Tweede Kamerfractie van het CDA. In 1996 werd hij sectorhoofd Burgers bij de gemeente Arcen en Velden en in 1999 werd hij er gemeentesecretaris. In 2003 werd hij gemeentesecretaris en directeur Bestuursdienst van de gemeente Heeze-Leende.

#### Burgemeester
Op 15 december 2006 werd Verheijen burgemeester van Mill en Sint Hubert. Vanaf 16 november 2012 was hij burgemeester van Wijchen. Sinds 16 maart 2020 is hij burgemeester van Sittard-Geleen.

#### Persoonlijk
Verheijen is vader van drie kinderen. Zijn hobby's zijn Duitse taal en cultuur, op vakantie gaan naar Duitsland, autosport, koken en eten met vrienden, wandelen en klussen.